# Lord Wysoki Komisarz przy Parlamencie Szkocji
Lord Wysoki Komisarz przy Parlamencie Szkocji (ang. Lord High Commissioner to the Parliament of Scotland), urząd istniejący w Szkocji w okresie unii personalnej z Anglią, kiedy król przebywał głównie w Londynie. Na forum szkockiego Parlamentu reprezentował go właśnie Lord Wysoki Komisarz (z tego powodu nazywano go niekiedy "czwartym stanem" szkockiego Parlamentu). Urząd ten został zlikwidowany po unii 1707 r., kiedy parlamenty Anglii i Szkocji połączyły się w Parlament Wielkiej Brytanii.

## Lista Lordów Wysokich Komisarzy
- 1605 – John Graham, 3. hrabia Montrose
- 1607 – Ludovic Stewart, 2. książę Lennox
- 1609 – George Keith, 5. hrabia Marischal
- 1621 – James Hamilton, 2. markiz Hamilton
- 1639 – John, hrabia Traquair
- 1641 – James, lord Balmerino
- 1646 – James Hamilton, 1. książę Hamilton
- 1661 – John Middleton, 1. hrabia Middleton
- 1663 – John Leslie, 7. hrabia Rothes
- 1669 – John Maitland, 1. książę Lauderdale
- 1670 – John Maitland, 1. książę Lauderdale
- 1672 – John Maitland, 1. książę Lauderdale
- 1681 – Jakub Stuart, książę Yorku i Albany
- 1685 – William Douglas, 1. książę Queensberry
- 1686 – Alexander Stuart, 5. hrabia Moray
- 1689 – William Douglas, 3. książę Hamilton
- 1690 – George Melville, 1. hrabia Melville
- 1693 – William Douglas, 3. książę Hamilton
- 1695 – John Hay, 1. markiz Tweeddale
- 1696 – John Murray, hrabia Tullibardine
- 1700 – John Douglas, 2. książę Queensberry
- 1702 – John Douglas, 2. książę Queensberry
- 1703 – John Douglas, 2. książę Queensberry
- 1704 – John Hay, 2. markiz Tweeddale
- 1705 – John Campbell, 2. książę Argyll
- 1706 – John Douglas, 2. książę Queensberry